# Бриньоле-Сале, Родольфо Джулио
Родольфо Эмилио Бриньоле-Сале (итал. Rodolfo Emilio Brignole Sale; Генуя,1708 — Генуя, 1774) — дож Генуэзской республики, маркиз Гропполи.

## Биография
Родился в Генуе в 1708 году, младший сын Антона Джулио Бриньоле Сале II, пятого маркиза Гропполи и посла Генуи при дворе Версаля, и Изабеллы Бриньоле, его двоюродной сестры. Был внесен в Золотую книгу городского дворянства 2 декабря 1720 года. Обучался вместе с братом Джованни Франческо в колледже Толомеи  в Сиене, интересовался литературой и искусством. В 1739 году он получил своё первое назначение, став одним из "отцов города".  
В следующем году он уехал в Вену ко двору Марии Терезии, чтобы добиться помощи австрийцев в наведении порядка на Корсике. Посол Родольфо отбыл из столицы 8 июня 1740 года и в следующем году встретился с императрицей в Пресбурге, где находился венский двор на тот момент.
Он вернулся в Генуе в 1742 году и вновь стал отцом города, до 1745 года. В эти же годы он был также членом Малого Совета Республики, где он принимал активное участие в заседаниях и поддерживал предложения своего брата дожа Джованни Франческо. На решающих этапах, которые привели к оккупации Генуи австрийцами - в осенне-зимний период 1746 года - Родольфо находился в Лукке, где лечился от герпеса, а затем отбыл во Францию, где приумножил своё состояние на торговле.
С 1750 по 1762 годы он занимал следующие государственные должности: в декабре 1750 года он был назначен прокурором; в 1754 году и в 1765 году дважды был губернатором республики и в тот же период был членом магистрата новых укреплений; четырежды избирался сенатором Республики; служил инквизитором государства и членом Верховного синдикатория.
Смерть его брата и бывшего дожа Джованни Франческо в 1760 году бездетным принесла Родольфо почти все семейные богатства, но и вызвала долгую тяжбу с еще одним братом Джузеппе Мария. Среди имущества, оспариваемого его братом, было историческое имение семьи Бриньоле Сале - Палаццо Россо, который Родольфо поспешил оцепить верными себе людьми. Для решения конфликта Сенат стал временным владельцем здания, но затем уступил Родольфо здание по решению суда.
Несмотря на эту некрасивую историю, члены Большого совета проголосовали 25 ноября 1762 года за избрание Родольфо дожем, 167-м в республиканской истории.

### Правление и последние годы
Официальная коронация дожа прошла 16 апреля 1763 года в соборе Генуи. Мандат дож Родольфо был отмечен открытием первых школ для детей из бедных семей и гонениями на орден сервитов: им было предписано покинуть город после того, как глава ордена без разрешения со стороны властей Генуи посетил остров Корсика. 
Мандат дожа истек 25 ноября 1764 года, после чего Родольфо вернулся в Палаццо Россо. Тем не менее, он позже служил государству на постах декана магистрата войны и президента магистрата государственных инквизиторов. Между 1767 и 1773 годами он был одним из "защитников еврейского народа".
Он умер 18 апреля 1774 года в Генуе от внезапного апоплексического удара и был похоронен в семейной часовне в церкви Санта-Мария-ди-Кастелло.

### Личная жизнь
Был женат на Пеллине Ломеллини, дочери Джованни Доменико Ломеллини и Эмилии Паллавичини. У них был единственный сын, Антон Джулио Бриньоле Сале III, девятый маркиз Гропполи.